# Шэнчжоу
Шэнчжо́у (кит. упр. 嵊州, пиньинь Shèngzhōu) — городской уезд городского округа Шаосин провинции Чжэцзян (КНР).

## История
В 153 году до н. э. был создан уезд Шаньсянь (剡县). Во времена узурпатора Ван Мана он был переименован в Цзиньчжун (尽忠县), но после восстановления империи Хань ему было возвращено прежнее название. Во времена империи Тан уезд в 621 году был поднят в статусе, став областью Шэнчжоу (嵊州), получившей название по горе Шэншань, но уже в 625 году область была вновь понижена в ранге до уезда. В эпоху Пяти династий и десяти царств название уезда стало писаться как 赡县. Во времена Поздней Лян в 908 году юго-восточная часть уезда Шаньсянь была выделена в отдельный уезд Синьчан. Во времена империи Сун название уезда вновь стало писаться как 剡县. В 1121 году Лю Хэ, усмотрев, что иероглиф «剡» состоит из элемента «нож» и двух элементов «огонь», счёл его слишком опасным, и обратился к императорскому двору с петицией о смене названия уезда. Петиция была удовлетворена, и уезд был переименован в Шэнсянь (嵊县).
После образования КНР в 1949 году был создан Специальный район Шаосин (绍兴专区), и уезд вошёл в его состав. В 1952 году Специальный район Шаосин был расформирован, и уезд перешёл в состав Специального района Нинбо (宁波专区). В 1958 году к уезду Шэнсянь был присоединён уезд Синьчан, но в 1961 году он был воссоздан.
В 1964 году Специальный район Шаосин был создан вновь, и уезд опять вошёл в его состав. В 1973 году Специальный район Шаосин был переименован в Округ Шаосин (绍兴地区).
Постановлением Госсовета КНР от 27 июля 1983 года округ Шаосин был преобразован в городской округ.
В 1995 году уезд Шэнсянь был расформирован, а вместо него был создан городской уезд Шэнчжоу.

## Административное деление
Городской уезд делится на 4 уличных комитета, 11 посёлков и 6 волостей.